# Hiroyuki Nagato

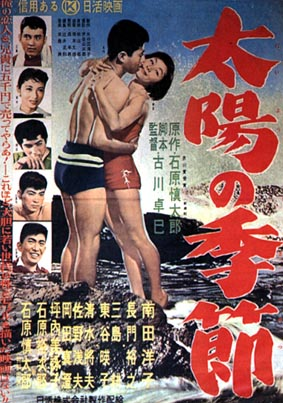
Yōko Minamida und Hiroyuki Nagato auf einem Filmplakat von Taiyō no Kisetsu, 1956

Hiroyuki Nagato (jap. 長門 裕之, Nagato Hiroyuki, eigentlich: Akio Katō (加藤 晃夫, Katō Akio); * 10. Januar 1934 in Nakagyō-ku, Kyōto; † 21. Mai 2011 in Tokio) war ein japanischer Schauspieler.

## Leben
Hiroyuki Nagato stammte aus einer Schauspielerfamilie, sein Vater Kunitarō Sawamura IV. (eigentlich Yūichi Katō), seine Mutter Tomoko Makino (eigentlich Emiko Katō), seine Tante Sadako Sawamura (eigentlich Teiko Ōhashi) und sein Bruder Masahiko Tsugawa waren ebenfalls im Filmgeschäft tätig. Auch seine spätere Frau Yōko Minamida, die 2009 nach einer Demenzerkrankung starb, war als Schauspielerin erfolgreich.
Bekannt wurde Hiroyuki Nagato vor allem durch seine Rollen in Filmen von Shōhei Imamura. Berühmt wurde er 1956 mit der Verfilmung von Shintarō Ishiharas Roman Taiyō no Kisetsu. 1960 erhielt er den Blue Ribbon Award als bester Hauptdarsteller im Film Nianchan. 1964 wurde er als bester Nebendarsteller auf den Mainichi Film Concours für den Film Koto ausgezeichnet. Insgesamt war er an über 100 Produktionen als Schauspieler beteiligt. In späteren Lebensjahren stand Hiroyuki Nagato hauptsächlich wegen der Pflege seiner kranken Frau und seinen Forderungen zur Altenpflege in der Öffentlichkeit.